# Help Heroes Of Ukraine

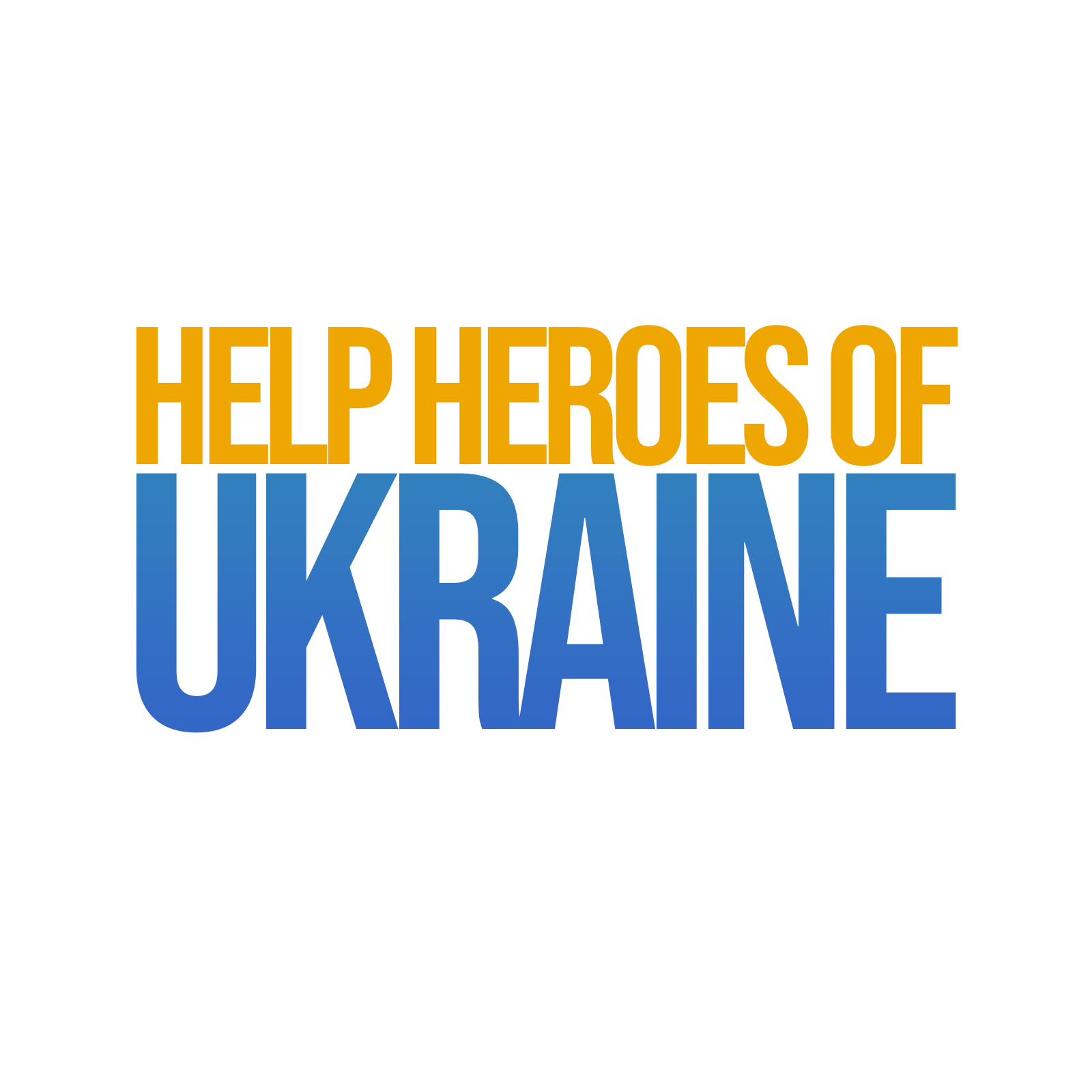
Тип: Благодійна організація Засновано: лютий, 2022 Країна: США Веб-сайт: https://helpheroesofukraine.com/

Help Heroes Of Ukraine (укр. «Допомога Героям України») - американська благодійна організація, створена в Чикаго (США), щоб надавати гуманітарну та військову допомогу українській армії і цивільним в зоні ведення активних бойових дій та на прифронтових територіях.
Головна мета організації – посилювати ефективність Збройних Сил України та зберегти життя військових. Відтак, HHOU має підписаний меморандум із Генеральним штабом ЗСУ, а також усі необхідні ліцензії для купівлі та експорту товарів подвійного призначення.
Основний принцип роботи – уся допомога повинна надаватись напряму українським воїнам.
Help Heroes Of Ukraine закуповує і доправляє зі США техніку й обладнання, які допомагають бійцям України у бою та в навчанні. Це, зокрема, автомобілі (пікапи і хамери), квадрокоптери, засоби зв'язку та розвідки, комплекти спорядження та особистого захисту для бійців, навчальне тренувальне обладнання. 

### Історія
Благодійну організацію Help Heroes Of Ukraine у перші дні повномасштабного вторгнення росії (лютий, 2022) у Чикаго (США) заснували українці, власники логістичних компаній,  Головним завданням організації було максимально допомагати Україні з-за океану, а передусім – її війську. Підписані зі ЗСУ та МВС належні угоди давали змогу співпрацювати швидко й надійно. Ще одним завданням HHOU було і є полегшити проживання цивільних у прилеглих до бойових зон територіях, доставляючи туди речі першої необхідності. 
Від початку війни і дотепер Help Heroes Of Ukraine на постійній основі співпрацює з підрозділами різних родів військ: піхота, десант, медичні бригади, ГУР, СБУ, ССО, артилерія, Інтернаціональний легіон, та ін. 
Станом на вересень 2023-го, Help Heroes Of Ukraine доправили в Україну допомоги на понад $61 млн:
- $35 млн – захисне спорядження та обладнання для військових
- $26 млн – гуманітарна допомога цивільним

### Структура і логістика
Головний склад Help Heroes Of Ukraine розташований у Чикаго (США).  Додатково функціонують склади у Нью-Джерсі, Флориді, Техасі, Каліфорнії, Вісконсині та Північній Кароліні. Також Help Heroes Of Ukraine має своє представництво в Україні. Головний офіс та склад розташований на Заході України. Додатково є склади у Миколаєві, Кременчуці та Києві.
Зі США вантаж передається двома шляхами – авіаперевезення та морське перевезення. Терміни доставки складають від однієї доби до кількох місяців. Допомога прибуває у Польщу або у країни Балтії, а вже звідти  вантажівками її доставляють до України. Після сортування і пакування вантаж прямує у різні регіони України. Команда волонтерів регулярно розвозить його або надсилає поштою у прифронтові регіони уздовж всієї лінії фронту. Зокрема, в Донецьку, Харківську, Сумську, Миколаївську, Запорізьку, Херсонську, та ін. 

### Напрямки діяльності

#### Забезпечення військових
Станом на вересень 2023-го, Help Heroes Of Ukraine передали бійцям: 20 тис. комплектів спорядження, 14 тис. куленепробивних жилетів, 8 тис. шоломів 1300 тепловізорів і приладів нічного бачення, 2800 оптичних приладів, 300 міношукачів, 700 дронів, 20 humvees, 175 автомобілів-пікапів.

#### Допомога цивільним
Станом на вересень 2023-го Help Heroes Of Ukraine доправили на $26 млн гуманітарної допомоги цивільним: сухі продукти, засоби гігієни, одяг, пледи та інші речі життєвої необхідності. Для дітей - канцтовари та шкільне обладнання, іграшки, розвиваючі ігри, велосипеди, спеціалізоване дитяче харчування, засоби дитячої гігієни, наплічники «Рюкзаки з любов’ю», наповнені подарунками. Таку допомогу отримали мешканці сіл і містечок у: Харківській, Сумській, Миколаївській, Херсонській, Запорізькій, Дніпропетровській, та ін. обл. 

#### Медичний напрямок
Help Heroes Of Ukraine поряд з необхідною допомогою війську та цивільним допомагає медичними засобами лікарням, передусім з прифронтових територій. Загалом доставлено 20 тон медичної допомоги від вкрай важливих препаратів до обладнання: безпосередньо ліки та засоби, хірургічні інструменти, медичне устаткування. Для цього організація створила медичні хаби в містах на Сході України, відпрацювавши шляхи і способи доставок. 

#### Соціальні проєкти
Help Heroes Of Ukraine постійно співпрацює з зірками українського шоу-бізнесу, проводячи на їхніх концертах в Америці благодійні аукціони. У переліку артистів - «Бумбокс», «Без обмежень», «Скай», Джамала, Верка Сердючка, Dorofeeva, та ін. 
На підтримку України команда HHOU організовує у США спортивні заходи (футбол, хокей, автогонки), виставки художників, благодійні різдвяні вечори та концерти. 
Керівництво також регулярно проводить офіційні зустрічі з конгресменами, політичними та релігійними організаціями з метою підвищити обізнаність про актуальні проблеми України.

### Досягнення і відзнаки
У 2022 році Help Heroes оf Ukraine увійшов в ТОП-10 благодійних фондів, які найбільше допомагають Україні і у ТОП-3, які допомагають військовим. На конкурсі «Благодійна Україна» організацію нагороджено 1 місцем у номінації «Допомога з-за кордону».

### Керівництво
- Ігор Терлецький - президент та засновник Help Heroes Of Ukraine у США (Чикаго)
- Роман Заболотовський - директор Help Heroes Of Ukraine у США (Чикаго)
- Володимир Заболотовський - директор представництва Help Heroes Of Ukraine в Україні